# Бутовский, Виктор Иванович
Виктор Иванович Бутовский (1815—1881) — егермейстер Двора Его Императорского Величества; директор Строгановского центрального училища технического рисования. Действительный статский советник.

## Биография
Родился в 1815 году в семье дворянина Рязанской губернии, писателя и переводчика Ивана Григорьевича Бутовского; старший брат Александра Бутовского.
Первоначально воспитывался в частном пансионе Курнанда («на Литейной, близ ц. Преображения, в доме сенатора Резанова»), а затем поступил на историко-филологический факультет Императорского Санкт-Петербургского университета, который окончил со степенью действительного студента в 1835 году.
С апреля 1836 года Бутовский некоторое время служил в Семёновском лейб-гвардии полку, потом в канцелярии морского министерства возглавляемого светлейшим князем А. С. Меншиковым и управляющего министерством путей сообщений К. В. Чевкина, после чего подал в отставку.
Через несколько лет он вновь поступил на службу в министерство финансов Российской империи (был членом московского отделения совета торговли и мануфактур).
В 1860 году В. И. Бутовский был назначен директором московского Строгановского центрального училища технического рисования (ныне Московская государственная художественно-промышленная академия имени С. Г. Строганова), а в 1868 году — директором художественно-промышленного музея. Обе эти должности Бутовский занимал до самой смерти. В 1872 году был удостоен придворного звания «в должности егермейстера», затем был пожалован чином егермейстера.
В 1866 году в Москве им был издан «Строгановский иконописный лицевой подлинник».
Помимо перечисленного, он также состоял председателем Московского общества охоты и комитета по сооружению зданий открывшейся уже после его смерти Московской всероссийской торгово-промышленной выставки.
Умер 22 июня (4 июля) 1881 года в Москве и был погребён в некрополе Донского монастыря.
Жена: дочь героя Бородинского сражения А. И. Базилевича, Зинаида (1826—1861). У них — сын Виктор (1854—1871) и три дочери.
Дочь Александра (1846—1914) была замужем за генералом Е. В. Богдановичем.

## Избранная библиография
- Строгановский иконописный лицевой подлинник (М., 1866);
- История русского орнамента с Х по ХVІ столетие по древним рукописям (Художественно-промышленный Музей в Москве) — М., 1870 (к этому сочинению — атлас);
- О приложении эстетического образования к промышленности в Европе и в России в особенности, СПб., 1870 (перевод на французский язык под заглавием: «De l'éducation artistique appliquée à l’industrie en Europe et particulièrement en Russie. St.-P., 1870»);
- Соображения об устройстве в Москве общеобразовательного политехнического музеума, читанные 13 мая 1871 года в заседании Комиссии по устройству сего музеума (Москва, 1871);
- Русское искусство и мнения о нём Э. Виоле ле Дюка, французского ученого архитектора, Ф. И. Буслаева, русского ученого археолога, критический обзор (М., 1879 г.);
- Воспоминания о царской охоте на медведя 10 декабря 1862 г. (Московское общество охоты в собрании 28 марта 1881 г. Читано в заседании общества председателем его В. И. Бутовским. — М., 1881).

## Награды
- Орден Святого Станислава 1-й степени (1870)
- Орден Святой Анны 1-й степени (1874)
- Орден Святого Владимира 2-й степени (1876)